# Смоллбон, Уилл
Уи́льям Э́нтони Па́трик Смо́ллбон (англ. William Anthony Patrick Smallbone; родился 21 февраля 2000, Бейзингсток), более известный как Уи́лл Смо́ллбон (англ. Will Smallbone) — ирландский футболист, центральный полузащитник клуба «Саутгемптон» и сборной Ирландии.

## Клубная карьера
Воспитанник футбольной академии «Саутгемптона», выступал за команду с восьмилетнего возраста. В феврале 2017 года подписал свой первый профессиональный контракт. 4 января 2020 года дебютировал в основном составе «святых», выйдя в стартовом составе в матче третьего раунда Кубка Англии против «Хаддерсфилд Таун», и отметился забитым мячом на 47-й минуте. 22 февраля 2020 года дебютировал в Премьер-лиге, выйдя в стартовом составе в матче против «Астон Виллы».

## Карьера в сборной
Несмотря на то, что Уилл родился в Англии, на уровне сборных он представляет Ирландию. Он выступал за сборные Ирландии до 18 и до 19 лет. 20 марта 2019 года в матче «элитного раунда» отборочного турнира к чемпионату Европы до 19 лет против Румынии Смоллбон сделал «дубль»; игра завершилась победой ирландцев со счётом 5:0.